# Récence, Fréquence, Montant
Pour les articles homonymes, voir RFM.
 (février 2011).
Si vous disposez d'ouvrages ou d'articles de référence ou si vous connaissez des sites web de qualité traitant du thème abordé ici, merci de compléter l'article en donnant les références utiles à sa vérifiabilité et en les liant à la section « Notes et références ».
Récence, Fréquence, Montant (RFM) est une méthode de la qualité d'un client d'un point de vue marketing.

## Le principe
La méthode de segmentation RFM permet un classement des clients en fonction de leurs habitudes d'achat. On peut ainsi optimiser une stratégie marketing en fonction de nos clients.
Le classement RFM se fait en fonction de 3 critères :
- Récence : date du dernier achat ou dernier contact client
- Fréquence : fréquence des achats sur une période de référence donnée
- Montant : somme des achats cumulés sur cette période

Il est préférable d'avoir au moins 4 périodes de comparaison. Cet historique peut être glissant après quelque temps de façon à faire évoluer ce classement. Le client peut donc au cours du temps changer de catégorie.
Pour analyser avec cette méthode, on crée des catégories pour chacun des critères. Par exemple la récence peut être divisée en 3 catégories : les acheteurs de moins de 90 jours, ceux ayant effectué au moins un achat entre 91 et 365 jours et ceux n'ayant rien acheté depuis 1 an. De telles catégories dépendent évidemment des règles du "business" et du produit (on achète plus souvent des collants que du parfum, par exemple), cependant on peut aussi utiliser des techniques statistiques, comme CHAID, pour trouver des points de rupture intéressants. 
Une fois les catégories définies pour chacun des critères, on complète chacun des segments avec les valeurs. Avec trois catégories par critère, la matrice résultante présente 27 combinaisons possibles (une technique commerciale bien connue utilise 5 catégories, ce qui donne 125 segments). Certaines compagnies peuvent décider d'éliminer certains sous-segments, si les variations sont trop faibles pour être significatives. Les segments résultants sont classés du plus attractif (récent, fréquent et montant consistant) au moins valable. Identifier les comportements et les segments à valeur ajoutée peut permettre de capitaliser sur des relations clients et de mieux diriger la politique de vente et de promotion. Il est recommandé de compléter par d'autres jeux de données et d'historiser les analyses pour confirmer les résultats et leur pertinence.
Les avocats de cette technique mettent en avant sa grande simplicité: pas de logiciel de statistique élaboré, et les chiffres sont compréhensibles par les gens du business. En l'absence d'autres techniques, celle-ci peut fournir des résultats intéressants en termes de ventes mieux ciblées.

## Critiques
Les critiques portent sur plusieurs points:
- La méthode est uniquement descriptive et ne fournit pas un moyen de prévision comme pourrait le faire un modèle prédictif.
- Utilisé pour toucher les clients sujets à une promotion, on suppose que ces clients vont maintenir leurs habitudes de consommation.
- Utilisé comme une technique pour définir un segment-cible prioritaire, cela peut conduire à sur-marketer sur ces segments attractifs, aux dépens d'autres segments qui auraient été profitables, s'ils avaient été développés correctement.
- La méthode ne prend pas en compte la capacité ou le potentiel d'achat.
- La méthode ne prend pas en compte la situation financière des clients et leurs capacités à acheter
- Dans le cas où la facturation est décorrélée de la commande (enregistrement en compte client, par exemple), il existe un biais statistique. Le risque est d'atténuer la variable fréquence d'achat et donc les résultats globaux.

## Variations
RFD - Récence, Fréquence, Durée est une modification de l'analyse RFM qui peut être utilisée pour analyser les comportements de consommateur pour des produits dans les domaines audiovisuel, lecture ou internet (par exemple le temps passé par un utilisateur sur Wikipédia)